# Laqiya
Laqiya (en hebreu, לקיה) és un consell local del districte del Sud d'Israel. Fou fundat el 1990 en el marc d'un programa governamental per establir els beduïns en assentaments fixos.
En el cas d'aquesta població, el govern d'Israel prometé als beduïns que s'hi instal·lessin parcel·les de terra cultivables i mitjans agrícoles, però els habitants que efectivament van traslladar-s'hi encara no n'han sabut res.
L'any 2002, l'Oficina Central d'Estadística d'Israel (CBS) va publicar un estudi en què es deia que Laqiya era el vuitè municipi més pobre d'Israel.

## Lakiya Negev Weaving
Lakiya Negev Weaving (Teixint al Nègueb, a Laqiya) és una organització sense ànim de lucre de dones beduïnes fundada el 1991. L'objectiu de l'associació és la millora de la situació de les dones beduïnes àrabs al desert del Nègueb mitjançant programes de suport a les economies locals.
Aquests programes se centren en el teixit de catifes, tapissos, etc. En sis centres, unes 150 dones confeccionen les peces amb l'estil tradicional local que després venen en botigues pròpies situades per tot Israel. D'aquesta manera, les famílies beduïnes del Nègueb obtenen una font d'ingressos que ajuda a pal·liar la situació de pobresa i atur que pateixen les poblacions de la rodalia.